# Vlag van Pastaza

Vlag van Pastaza

De vlag van Pastaza is verdeeld in vier kwarten van gelijke grootte. De twee tegenover elkaar liggende kwarten zijn afwisselend groen en geel, wat staat voor de vruchtbaarheid van de grond en Pastaza's rijkdommen aan goud en water. De vlag is in gebruik sinds 23 maart 1971.

Vlag van Pastaza volgens Smith

Volgens Spectrum Vlaggenboek meldt dat de vlag bestaat uit twee horizontale banden in de kleurencombinatie geel-groen.